# ジッツェリーア
ジッツェリーア（イタリア語: Gizzeria）は、イタリア共和国カラブリア州カタンザーロ県にある、人口約5,300人の基礎自治体（コムーネ）。

## 地理

### 位置・広がり

#### 隣接コムーネ
隣接するコムーネは以下の通り。
- ファレルナ
- ラメーツィア・テルメ

## 行政

### 分離集落
ジッツェリーアには、以下の分離集落（フラツィオーネ）がある。
- Gizzeria Lido, Destra, Prisa, Mortilla, Scaramella, Campoienzo, Santa Caterina, Maiolino, Lenzi, Case sparse